# Israël op de Olympische Zomerspelen 2008

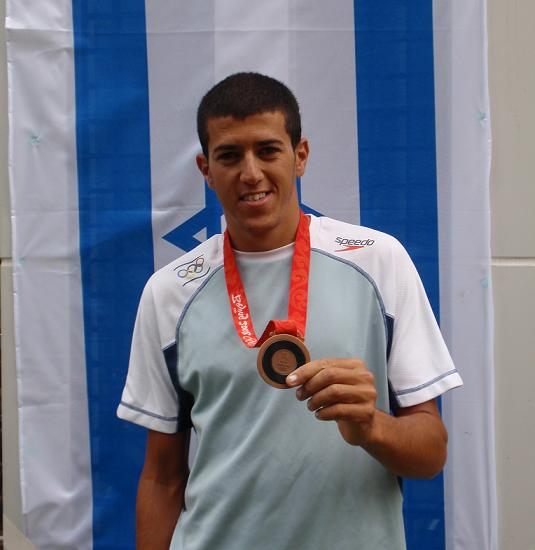
Bronzenmedaillewinnaar Shahar Zubari

Israël nam deel aan de Olympische Zomerspelen 2008 in Peking, China. Israël debuteerde op de Zomerspelen in 1952 en deed in 2008 voor de dertiende keer mee. Het brons betekende dat voor de vijfde keer op rij ten minste één keer brons gewonnen. Tijdens de vorige editie werd ook nog een keer goud gewonnen.

## Medailleoverzicht
| Sport  | Olympiër      | Discipline  | Medaille |
| ------ | ------------- | ----------- | -------- |
| Zeilen | Shahar Zubari | mistral (m) | Brons    |

## Deelnemers en resultaten

### Atletiek
| Olympiër           | Onderdeel                | Resultaat | Prestatie                            |
| ------------------ | ------------------------ | --------- | ------------------------------------ |
| Itai Magidi        | 3000m steeplechase (m)   | 37e       | serie 3: 13de in 9.05,02             |
| Haile Satayin      | marathon (m)             | 69e       | 2:30.07                              |
| Niki Palli         | hoogspringen (m)         | 21e       | kwalificatie groep A: 12de met 2,20m |
| Aleksandr Averbukh | polsstokhoogspringen (m) | 28e       | kwalificatie groep B: 15de met 5,45m |

### Gymnastiek
| Olympiër                                                                                  | Onderdeel                | Resultaat | Prestatie                                                           |
| Ritmisch                                                                                  | Ritmisch                 | Ritmisch  | Ritmisch                                                            |
| ----------------------------------------------------------------------------------------- | ------------------------ | --------- | ------------------------------------------------------------------- |
| Irina Risenzon                                                                            | individueel (v)          | 9e        | kwalificatie: 8ste met 67,85 punten finale: 9de met 66,775 punten   |
| Neta Rivkin                                                                               | individueel (v)          | 17e       | kwalificatie: 14de met 65,875 punten                                |
| Alona Dvornichenko Katerina Pisetsky Maria Savenkov Rachel Vigdorchick Veronika Vitenberg | team (v)                 | 5e        | kwalificatie: 7de met 31,525 punten finale: 6de met 32,100 punten   |
| Turnen                                                                                    |                          |           |                                                                     |
| Alexander Shatilov                                                                        | vloer (m)                | 9e        | kwalificatie: 8ste met 15,600 punten finale: 8ste met 14,125 punten |
| Alexander Shatilov                                                                        | individuele meerkamp (m) | 29e       | kwalificatie: 29ste met 87,800 punten                               |

### Judo
| Olympiër          | Onderdeel  | Resultaat | Prestatie |
| ----------------- | ---------- | --------- | --- |
| Gal Yekutiel      | -60kg (m)  | 5e        | 1ste ronde: vrij 2de ronde: W van MGL Tsagaanbaatar: koka 3de ronde: V van FRA Dragin: ippon herkansingen: W van GEO Khergiani: koka herkansingen 2: W van RUS Kishmakov: koka herkansingen 3: W van GBR Fallon: waza-ari bronzen finale: V van NED Houkes: ippon |
| Ariel Ze'evi      | -100kg (m) | 13e       | 1ste ronde: W van FRA Demontfaucon: ippon 2de ronde: V van NED Grol: yuko herkansingen: V van BRA Correa: waza-ari |
|                   |            |           | |
| Alice Schlesinger | -63kg (v)  | 13e       | 1ste ronde: vrij 2de ronde: V van FRA Décosse: yuko herkansingen: V van SLO Žolnir: ippon |

### Kanovaren
| Olympiër         | Onderdeel     | Resultaat | Prestatie                                                 |
| ---------------- | ------------- | --------- | --------------------------------------------------------- |
| Michael Kolganov | K-1 500m (m)  | 11e       | serie 4: 1ste in 1.38,396 halve finale 3: 4de in 1.43,145 |
| Michael Kolganov | K-1 1000m (m) | 17e       | serie 2: 5de in 3.38,207 halve finale 2: 8ste in 3.43,108 |

### Schermen
| Olympiër      | Onderdeel  | Resultaat | Prestatie                                             |
| ------------- | ---------- | --------- | ----------------------------------------------------- |
| Tomer Or      | floret (m) | 17e       | 1ste ronde: V van CAN McGuire: 10-11                  |
|               |            |           |                                                       |
| Noam Mills    | degen (v)  | 17e       | 1ste ronde: V van FRA Flessel-Colovic: 8-15           |
| Delila Hatuel | floret (v) | 17e       | 1ste ronde: vrij 2de ronde: V van RUS Nikichina: 9-10 |

### Schietsport
| Olympiër      | Onderdeel                  | Resultaat | Prestatie                                                      |
| ------------- | -------------------------- | --------- | -------------------------------------------------------------- |
| Doron Egozi   | 10m luchtgeweer (m)        | 41e       | kwalificatie: 41ste met 587 punten (98-100-98-98-95-98)        |
| Doron Egozi   | 50m geweer 3 houdingen (m) | 36e       | kwalificatie: 36ste met 1155 punten (396-375-384)              |
| Gil Simkovich | 50m geweer 3 houdingen (m) | 38e       | kwalificatie: 38ste met 1153 punten (395-368-390)              |
| Gil Simkovich | 50m geweer liggend (m)     | 22e       | kwalificatie: 22ste met 592 punten (100-97-99-100-98-98)       |
| Guy Starik    | 50m geweer liggend (m)     | 12e       | kwalificatie: 12de met 594 punten (98-99-100-99-100-98)</small |

### Synchroonzwemmen
| Olympiër                       | Onderdeel | Resultaat | Prestatie                         |
| ------------------------------ | --------- | --------- | --------------------------------- |
| Anastasia Gloushkov Inna Yoffe | duet      | 15e       | voorronde: 15de met 86,917 punten |

### Taekwondo
| Olympiër        | Onderdeel | Resultaat | Prestatie                         |
| --------------- | --------- | --------- | --------------------------------- |
| Bat-El Gatterer | -57kg (v) | 11e       | 1ste ronde: V van CRO Zubčić: 3-4 |

### Tennis
| Olympiër                      | Onderdeel      | Resultaat | Prestatie                                                                                |
| ----------------------------- | -------------- | --------- | ---------------------------------------------------------------------------------------- |
| Jonathan Erlich Andy Ram      | dubbelspel (m) | 17e       | 1ste ronde: V van FRA Clément/Llodra: 4-6, 4-6                                           |
|                               |                |           |                                                                                          |
| Tzipora Obziler               | enkelspel (v)  | 33e       | 1ste ronde: V van UKR Koryttseva: 5-7, 7-5, 4-6                                          |
| Shahar Pe'er                  | enkelspel (v)  | 17e       | 1ste ronde: W van ROU Cirstea: 6-3, 5-7, 6-0 2de ronde: V van RUS Zvonareva: 3-6, 6-7(4) |
| Tzipora Obzilerh Shahar Pe'er | dubbelspel (v) | 17e       | 1ste ronde: V van ARG Dulko/Jozami: 3-6, 2-6                                             |

### Zeilen
| Olympiër                    | Onderdeel        | Resultaat | Prestatie                                  |
| --------------------------- | ---------------- | --------- | ------------------------------------------ |
| Shahar Tzuberi              | RS:X (m)         | Brons     | 58 punten: (1-3-1-3-17-6-19-18-1-4-2)      |
| Udi Gal Gideon Kliger       | 470 (m)          | 14e       | 108 punten: (13-16-13-14-30-11-15-2-12-12) |
|                             |                  |           |                                            |
| Maayan Davidovich           | RS:X (v)         | 10e       | 111 punten: (13-9-20-9-13-14-16-4-9-10-7)  |
| Nufar Edelman               | laser radial (v) | 16e       | 111 punten: (25-12-3-15-25-11-9-19-17)     |
| Vered Buskila Nike Kornecki | 470 (v)          | 4e        | 66 punten: (8-13-1-2-8-19-3-11-15-2)       |

### Zwemmen
| Olympiër              | Onderdeel            | Resultaat | Prestatie                                                     |
| --------------------- | -------------------- | --------- | ------------------------------------------------------------- |
| Nimrod Shapira Bar-Or | 100m vrije slag (m)  | 26e       | serie 4: 2de in 49,10                                         |
| Nimrod Shapira Bar-Or | 200m vrije slag (m)  | 15e       | serie 5: 1ste in 1.47,78 (NR) halve finale 2: 8ste in 1.48,16 |
| Guy Barne'a           | 100m rugslag (m)     | 16e       | serie 5: 4de in 54,50 halve finale 2: 8ste in 54,93           |
| Itai Chammah          | 200m rugslag (m)     | 26e       | serie 2: 1ste in 2.00,93                                      |
| Tom Be'eri            | 100m schoolslag (m)  | 42e       | serie 4: 4de in 1.02,42 (NR)                                  |
| Tom Be'eri            | 200m schoolslag (m)  | 20e       | serie 3: 2de in 2.11,44 (NR)                                  |
| Alon Mandel           | 100m vlinderslag (m) | 36e       | serie 2: 2de in 52;99 (NR)                                    |
| Alon Mandel           | 200m vlinderslag (m) | 28e       | serie 3: 4de in 1.59,27 (NR)                                  |
| Gal Nevo              | 200m wisselslag (m)  | 13e       | serie 3: 1ste in 1.59,66 halve finale 1: 7de in 2.00,43       |
| Gal Nevo              | 400m wisselslag (m)  | 11e       | serie 2: 4de in 4.14,03 (NR)                                  |
|                       |                      |           |                                                               |
| Anya Gostomelsky      | 50m vrije slag (v)   | 19e       | serie 8: 1ste in 25,23 (NR)                                   |
| Anya Gostomelsky      | 100m vrije slag (v)  | 22e       | serie 4: 2de in 55,18                                         |
| Anya Gostomelsky      | 100m rugslag (v)     | 25e       | serie 3: 2de in 1.01,87 (NR)                                  |
| Anya Gostomelsky      | 100m vlinderslag (v) | 36e       | serie 3: 4de in 59,50                                         |

Afghanistan · Albanië · Algerije · Amerikaanse Maagdeneilanden · Amerikaans-Samoa · Andorra · Angola · Antigua en Barbuda · Argentinië · Armenië · Aruba · Australië · Azerbeidzjan · Bahama's · Bahrein · Bangladesh · Barbados · België · Belize · Benin · Bermuda · Bhutan · Bolivia · Bosnië en Herzegovina · Botswana · Brazilië · Britse Maagdeneilanden · Bulgarije · Burkina Faso · Burundi · Cambodja · Canada · Centraal-Afrikaanse Republiek · Chili · China · Chinees Taipei · Colombia · Comoren · Congo-Brazzaville · Congo-Kinshasa · Cookeilanden · Costa Rica · Cuba · Cyprus · Denemarken · Djibouti · Dominica · Dominicaanse Republiek · Duitsland · Ecuador · Egypte · El Salvador · Equatoriaal-Guinea · Eritrea · Estland · Ethiopië · Fiji · Filipijnen · Finland · Frankrijk · Gabon · Gambia · Georgië · Ghana · Grenada · Griekenland · Groot-Brittannië · Guam · Guatemala · Guinee · Guinee‑Bissau · Guyana · Haïti · Honduras · Hongarije · Hongkong · Ierland · IJsland · India · Indonesië · Irak · Iran · Israël · Italië · Ivoorkust · Jamaica · Japan · Jemen · Jordanië · Kaaimaneilanden · Kaapverdië · Kameroen · Kazachstan · Kenia · Kirgizië · Kiribati · Koeweit · Kroatië · Laos · Lesotho · Letland · Libanon · Liberia · Libië · Liechtenstein · Litouwen · Luxemburg · Macedonië · Madagaskar · Malawi · Malediven · Maleisië · Mali · Malta · Marshalleilanden · Marokko · Mauritanië · Mauritius · Mexico · Micronesië · Moldavië · Monaco · Mongolië · Montenegro · Mozambique · Myanmar · Namibië · Nauru · Nederland · Nederlandse Antillen · Nepal · Nicaragua · Nieuw-Zeeland · Niger · Nigeria · Noord-Korea · Noorwegen · Oeganda · Oekraïne · Oezbekistan · Oman · Oostenrijk · Oost‑Timor · Pakistan · Palau · Palestina · Panama · Papoea-Nieuw-Guinea · Paraguay · Peru · Polen · Portugal · Puerto Rico · Qatar · Roemenië · Rusland · Rwanda · Saint Kitts en Nevis · Saint Lucia · Saint Vincent en Grenadines · Salomonseilanden · Samoa · San Marino · Sao Tomé en Principe · Saoedi-Arabië · Senegal · Servië · Seychellen · Sierra Leone · Singapore · Slovenië · Slowakije · Soedan · Somalië · Spanje · Sri Lanka · Suriname · Swaziland · Syrië · Tadzjikistan · Tanzania · Thailand · Togo · Tonga · Trinidad en Tobago · Tsjaad · Tsjechië · Tunesië · Turkije · Turkmenistan · Tuvalu · Uruguay · Vanuatu · Venezuela · Verenigde Arabische Emiraten · Verenigde Staten · Vietnam · Wit-Rusland · Zambia · Zimbabwe · Zuid-Afrika · Zuid-Korea · Zweden · Zwitserland
Uitgesloten van deelname: Brunei